# Manfred Queck
Manfred Queck (ur. 10 sierpnia 1941 w Johanngeorgenstadt, zm. 1 lipca 1977 tamże) – wschodnioniemiecki skoczek narciarski.
W 1968 wystartował na igrzyskach olimpijskich w zawodach indywidualnych na skoczni normalnej i dużej. Na skoczni normalnej zajął 14. miejsce z notą 205,4 pkt, a na dużej był 4. z notą 212,8 pkt.
Pięciokrotny medalista mistrzostw Niemiec: w 1967 zdobył złoto w zawodach drużynowych oraz brąz w indywidualnych na skoczni dużej, w 1968 wywalczył złoto w zawodach indywidualnych na skoczni normalnej oraz brąz w zawodach drużynowych, a w 1969 został wicemistrzem kraju w zawodach drużynowych.